# Кам'януватка (Новоукраїнський район)
Кам'янува́тка (колишня назва — Я́нка) — село в Україні, у Новомиргородській міській громаді Новоукраїнського району Кіровоградської області. Населення становить 162 особи (2014). Площа села — 96,63 га.

## Демографія
В 1864 році в Кам'януватці проживало 224 осіб.
Згідно з переписом УРСР 1989 року чисельність наявного населення села становила 276 осіб, з яких 121 чоловік та 155 жінок.
За переписом населення України 2001 року в селі мешкало 237 осіб.
Станом на 1 січня 2014 року, населення Кам'януватки становило 162 особи, з яких дорослих — 135 осіб, підлітків — 3 осіб, дітей — 24 особи.
| 1864 | 2001 | 2014 |
| ---- | ---- | ---- |
| 224  | 237  | 162  |
|      | ▲    | ▼    |

### Мова
Розподіл населення за рідною мовою за даними перепису 2001 року:
| Мова       | Відсоток |
| ---------- | -------- |
| українська | 97,47 %  |
| молдовська | 1,69 %   |
| білоруська | 0,42 %   |
| російська  | 0,42 %   |

## Вулиці

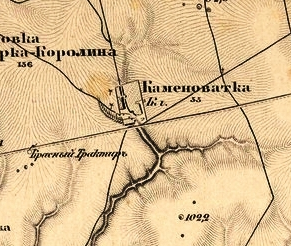
Кам'януватка на військово-топографічній карті 1869 року

У Кам'януватці налічується чотири вулиці:
- Гагаріна вул.
- Кірова вул.
- Пролетарська вул.
- Щорса вул.